# 20358 Dalem
20358 Dalem è un asteroide della fascia principale. Scoperto nel 1998, presenta un'orbita caratterizzata da un semiasse maggiore pari a 2,5997718 UA e da un'eccentricità di 0,1471041, inclinata di 12,15513° rispetto all'eclittica.